# Le Masque étrange
Pour plus de détails, voir Fiche technique et Distribution.
Le Masque étrange (The Jade Mask) est un film américain réalisé par Phil Rosen en 1945, avec Sidney Toler dans le rôle de Charlie Chan et la seule apparition de son fils numéro quatre, Eddie Chan, interprété par Edwin Luke, le frère cadet de Keye Luke, qui avait représenté le fils numéro un au cours des années 1930.

## Synopsis
Charlie Chan, son fils n° 4, Eddie, et son chauffeur, Birmingham Brown, examinent le meurtre présumé d'un scientifique excentrique dans un manoir fantasmagorique. Le corps est introuvable et chacun a une bonne raison de vouloir la mort de ce personnage au mauvais caractère.

## Fiche technique
- Titre original : The Jade Mask
- Réalisation : Phil Rosen

## Distribution
- Sidney Toler : Charlie Chan
- Edwin Luke : Eddie Chan
- Mantan Moreland : Birmingham Brown
- Hardie Albright : Walter Meeker
- Frank Reicher : Harper
- Janet Warren : Jean Kent
- Cyril Delevanti : Roth
- Alan Bridge : le shérif Mack